# Katz & Goldt
Katz & Goldt (auch: Katz und Goldt) ist ein 1996 vom Zeichner Stephan Katz und vom Schriftsteller Max Goldt gegründetes Comicduo. Ihre Comics erscheinen regelmäßig im Satiremagazin Titanic und auf ihrer Website.

## Geschichte
Katz, der unter anderem für das Magazin Luke & Trooke zeichnete, hatte Goldts Texte bereits ohne dessen Wissen für Comics verwendet. Im Dezember 1994 schickte er Goldt einen Brief mit Zeichnungen zu dessen Texten. Die ersten gemeinsamen Arbeiten schickten sie einander per Post zwischen ihren Wohnorten Bielefeld und Hamburg. Persönlich lernten sie sich bei einer Ausstellung in Hamburg im Januar 1996 kennen. Die ersten Comics erschienen in Bielefelder Stadtmagazinen und der Lokalausgabe der taz. Katz zog 1997 nach Berlin, Goldt lebt dort ebenfalls. Seit den 2010er Jahren konzentriert Goldt sein literarisches Schaffen auf die Arbeit an Comics. Eine kurze Geschichte des Comicduos veröffentlichte Goldt 2021 auf ihrer Webpräsenz.
Ab Ende der 1990er Jahre erschienen Comics in der Titanic, wo Goldt seit 1989 Kolumnen schrieb, außerdem in den Magazinen Strapazin, Eulenspiegel und Zitty, für die Katz auch Titelbilder gestaltete. 2002 veröffentlichten sie einen Comic über den Besuch eines Vortrags des amerikanischen Comiczeichners Ben Katchor an der American Academy auf den Berliner Seiten der FAZ, außerdem erschienen Comics in der Wochenendbeilage der Süddeutschen Zeitung. Zwischen 2003 und 2007 erschienen die Comics wöchentlich im Zeitmagazin Leben. Ganzseitige Comics erschienen jeweils auf der letzten Seite des Intro-Magazins bis zu dessen Einstellung im Jahr 2018.
Die Comics erscheinen seit 1997 in Alben, zunächst in schwarz-weiß im Verlag Jochen Enterprises bis zu dessen Insolvenz im Jahr 2000. Seit dem Wechsel zu Carlsen Comics 2001 erscheinen die Comics in Farbe, die ersten drei Alben erschienen 2001 als Neuauflagen mit Hardcover. Daraufhin erschienen zwei Bände bei Rowohlt Taschenbuch. Seit 2007 erscheinen die Katz & Goldt Bücher bei Edition Moderne. Neben einer Website entstand auch das Textillabel "Rumpfkluft".

## Inhalt

### Formate, Arbeitsweise und Gattungen
Die Comics, die in der Titanic erscheinen, bestehen heute meistens aus zwei Seiten mit je vier Bildzeilen mit Leserichtung entlang der Zeilen. Neben den doppelseitigen Geschichten gibt es einseitige Geschichten und einzelne Bilder, die häufig keinen Titel tragen und teilweise in den jährlich herausgegebenen Wandkalendern erscheinen. Für die zweiseitigen Geschichten schreibt Goldt ein Skript, zu dem Katz anschließend Zeichnungen entwirft. Goldt beschreibt die Arbeit von Katz & Goldt mit den Gattungen „Cartoon / Witzzeichnung“. Die Gattung der Graphic Novel lehnen sowohl Katz als auch Goldt ab. Sie grenzen sich außerdem gegenüber Satire und Karikatur ab, deren Konventionen in einzelnen Comics parodiert werden.

### Themen
Thema sind Elemente der urbanen Alltagskultur wie Jugendkulturen, sexuelle Orientierungen und Lebensstile, modische, musikalische und gastronomische Trends. Behandelt werden Benimmregeln, etwa Speise- und Tischsitten, das korrekte Tragen von Kleidung und Accessoires. Zahlreiche Comics handeln von Gesprächen von Paaren sowie zwischen Eltern und ihren Kindern. Themen der Parodie sind auch gesellschaftliche Bewegungen wie Feminismus und die LGBT-Bewegung, Body Positivity sowie die Umbenennung von Orten aus identitätspolitischen Gründen.

### Sprache
In den Arbeiten von Katz & Goldt werden Jargon und Soziolekt bestimmter Gruppen sowie sprachliche Trends, Floskeln und Modewörter parodiert. Gegenstand sind Namen und Slogans von Firmen, Geschäften, Produkten und Gastronomiebetrieben sowie neudeutsche Bezeichnungen von Berufen.
Parodiert werden Anglizismen, Jugendsprache und unkorrekte Apostrophe, Formulierungen des Feuilletons sowie geschlechtergerechte Sprache.

### Erzählverfahren
Charakteristisch für die Erzählweise von Katz & Goldt ist das Abschweifen und Assoziieren. Einige Comics enthalten autofiktionale Elemente. Die Comics spielen überwiegend in der Gegenwart, manchmal in zeitlosen Phantasiewelten. Es gibt metaleptische Verfahren, etwa wenn Figuren Inhalt, Typografie oder Schriftbild von Denk- und Sprechblasen oder Onomatopoetika kommentieren, wenn sich ein Gedanke über Denkblasen mehrerer Figuren erstreckt oder wenn eine Figur den Anruf eines Lesers entgegennimmt. Es gibt bewusste Anschlussfehler, etwa wenn sich Bilder oder Schilder im Hintergrund ändern. Manche Comics enthalten Reime und gereimte Gedichte.

### Comic-Skripts
Ausgewählte Skripts aus den Jahren 2008 bis 2015 veröffentlichte Goldt im Band Räusper. Comic-Skripts im Dramensatz (2015) als Dramolette. Darin führt er ein vom Schriftsetzer Martin Z. Schröder eigens für das Buch entwickeltes typografisches Zeichen für die Darstellung von Denkblasen im Dramensatz ein.

## Rezeption
Die Komik und der selbstreflexive Humor von Katz & Goldt wurden von Andreas Platthaus unter anderem mit dem Kontrast zwischen der stilistisch komplexen Sprache Goldts und dem scheinbar naiven Zeichenstil von Katz erklärt: „Dieses Gespann, das unter dem Motto »The duo that does what duos should do« arbeitet, passt nicht nur in die eindrucksvolle Humoristenreihe von Moers bis Rubinowitz, es führt sie an. Niemand sonst in Deutschland hat einen so unverwechselbaren gezeichneten Witz zu bieten.“ Als Markenzeichen nennt Platthaus eine „pointierte verbale Abstrusität“. Als charakteristisch wird in Rezensionen der Verzicht auf Pointen gesehen.
Der Schriftsteller Daniel Kehlmann bezeichnete die Arbeiten von Katz & Goldt in seiner Laudatio bei der Verleihung des Kleist-Preises 2008 an Goldt als zentralen Teil von dessen Werk: „Und hätte er nichts geschaffen als sie, der Preis stände ihm immer noch zu. Goldts Zugriff adelt auch hier das scheinbar Unseriöse, und aus der Energie populärer Formen gewinnt seine Kunst eine Kraft und Originalität, wie sie aus den Seminarräumen der Universitäten nie hätte kommen können.“

## Ausstellungen
Die Arbeiten von Katz & Goldt waren 2002 Teil der Ausstellung „Deutsche literarische Comics“ (4. November bis 21. Dezember) im Goethe-Institut Inter Nationes in Barcelona und später mehrerer Sammelausstellungen im Frankfurter Caricatura Museum für Komische Kunst. 2003 fand ihre bisher einzige Einzelausstellung „Witzaufkleber, BRD, ca. 1978“ in der Cartoonfabrik Berlin (29. August bis 19. Oktober 2003) statt. 2004 traten sie beim Fumetto-Comicfestival in Luzern auf. Dort wurde ihr Video Weingestüt Schokoladenmosel uraufgeführt. 2008 waren sie Teil der Ausstellung „Comics made in Germany 1947–2007“ in der Deutschen Nationalbibliothek in Frankfurt.

## Werke
- Wenn Adoptierte den Tod ins Haus bringen. Jochen Enterprises 1997, ISBN 3-930486-30-X.
- Koksen um die Mäuse zu vergessen. Jochen Enterprises 1998, ISBN 3-551-75822-0.
- Ich Ratten. Jochen Enterprises 1999, ISBN 3-930486-80-6.
- Oh, Schlagsahne! Hier müssen Menschen sein. Carlsen Verlag 2001, ISBN 3-551-75823-9.
- Das Salz in der Las Vegas-Eule. Carlsen Verlag 2002, ISBN 3-551-75825-5.
- Adieu Sweet Bahnhof. Rowohlt Verlag 2004, ISBN 3-499-23896-9.
- Das Malträtieren unvollkommener Automaten. Rowohlt Verlag 2006, ISBN 3-499-24134-X.
- Der Globus ist unser Pony, der Kosmos unser richtiges Pferd. Edition Moderne 2007, ISBN 3-03731-015-4.
- Wellness rettet den Bindestrich. Edition Moderne 2008, ISBN 978-3-03731-037-3.
- Unglück mit allerlei Toten. Edition Moderne 2010, ISBN 978-3-03731-068-7.
- Katz und Goldt sowie der Berliner Fernsehturm aus der Sicht von jemandem, der zu faul ist, seinen Kaktus beiseite zu schieben. Edition Moderne 2012, ISBN 978-3-03731-094-6.
- Der Baum ist köstlich, Graf Zeppelin. Edition Moderne 2014, ISBN 978-3-03731-123-3.
- Lust auf etwas Perkussion, mein kleiner Wuschel? Edition Moderne 2016, ISBN 978-3-03731-151-6.
- Das vierzehnte Buch dieser beiden Herren, Edition Moderne 2018, ISBN 978-3-03731-183-7.
- Ohrfeige links, Ohrfeige rechts – Flegeljahre einer Psychotherapeutin, Edition Moderne 2020, ISBN 978-3-03731-204-9.
- Väter im Türspalt, Edition Moderne 2022, ISBN 978-3-03731-243-8.
- Iggy Pop hin, Iggy Pop her. Ich will Radieschen!, Edition Moderne 2024, ISBN 978-3-03731-269-8.

## Auszeichnungen
- 2005: Deutscher Karikaturenpreis, „Geflügelter Bleistift“ in Bronze
- 2006: Max-und-Moritz-Preis für das beste internationale Szenario